# Курнуайе, Шарль
Ша́рль Курнуайе́ (фр. Charle Cournoyer; род. 11 июня 1991) — канадский шорт-трекист, бронзовый призёр зимних Олимпийских игр 2014 и 2018 годов, чемпион мира, двукратный серебряный призёр чемпионата мира. Окончил колледж Роузмонт в Монреале по специальности компьютерная инженерия.

## Спортивная карьера
Шарль Курнуайе начал кататься на коньках в возрасте пяти лет в Лонгёе, наблюдая с 3-х лет, как старший брат Винсент катается на коньках, и однажды сам захотел участвовать.
Он тренировался на арене "Морис Ришар" под руководством Деррика Кэмпбелла в 2011 году и дебютировал в национальной сборной в декабре на Кубке мира в Нагое, где сразу занял 3-е место на дистанции 1500 м и 4-е место в Шанхае в беге на 500 м. В феврале 2013 года на этапе Кубка в Дрездене Шарль занял 2-е место на дистанции 1000 м, а через  месяц на чемпионате мира в Дебрецене он стал чемпионом мира в составе эстафетной четвёрки.
На Олимпийских играх в Сочи в 2014 году Шарль Курнуайе был самым молодым членом канадской команды, когда в возрасте 22-х лет сумел завоевать бронзовую медаль на дистанции 500 метров. На дистанции 1000 м он занял 17-е место, а в эстафете с командой остались на 6-м месте. В марте на чемпионате мира в Монреале Шарль занял общее 12-е место. 
После ЧМ ему провели операцию на вывихнутом плече, а через три месяца он перенес операцию на другом плече. В сентябре того же года он сломал пятую плюсневую кость в правой ноге, играя в баскетбол в качестве разминки и закончил сезон 2014/15 годов. Наконец, здоровый Курнуайе в сезоне 2015/16 годов взял свою первую индивидуальную победу в беге на 1000 м на Кубке мира в Торонто и в Дордрехте, а также был на подиуме ещё пять раз. На чемпионате мира в Сеуле выиграл серебряную медаль в эстафете.
В сезоне 2016/17 годов на Кубке мира в Калгари он вновь выиграл золото на дистанции 1000 м, после чего в Канныне стал бронзовым призёром на этой же дистанции. В марте на чемпионате мира в Роттердаме поднялся на 5-е место в составе эстафетной команды и занял 15-е место в личном многоборье. В сезоне 2017/18 годов Курнуайе ещё дважды выигрывал эстафеты в Будапеште и Дордрехте.
На зимних Олимпийских играх в Пхёнчхане 2018 года он участвовал на дистанции 1000 м, где занял 20-е место и в эстафете выиграл бронзовую медаль вместе с Шарлем Амленон, Самюэлем Жираром и Паскалем Дионом, а следом в этом же составе завоевали серебряную медаль у себя дома на чемпионате мира в Монреале.
В сезоне 2018/19 годов на Кубке мира в Алматы Шарль вместе с товарищами занял 2-е место в эстафете, а в Дрездене поднялся на 1-е место в эстафете и 2-е место в беге на 1000 м. На чемпионате мира в Софии в эстафетной четвёрке занял 6-е место. В июле 2019 года Шарль Курнуайе заявил о завершении карьеры.

## Личная жизнь и семья
Шарль Курнуайе увлекается программированием и компьютерными играми. Начал изучать программную инженерию в Университете Квебека в Монреале. Любит кустарное пиво и копченое мясо. Его старший брат Винсент участвовал в конькобежном спорте на международном уровне. Его младшая сестра Лидиана участвовала в соревнованиях по конькобежному спорту на провинциальном уровне в Канаде. Он является дальним родственником Ивана Курнуайе, 10-кратного обладателя Кубка Стэнли и бывшего капитана Монреаль Канадиенс. 